# Байкожаев, Аманжол
Аманжол Байкожаев — советский хозяйственный, государственный и политический деятель, Герой Социалистического Труда.

## Биография
Родился в 1915 году в Сары-Суйском районе Джамбульской области. Член КПСС с 1942 года.
Участник Великой Отечественной войны, автоматчик роты автоматчиков 427-го стрелкового полка, командир стрелкового отделения 2-й стрелковой роты 490-го стрелкового Минского ордена Александра Невского полка. С 1945 года — на хозяйственной, общественной и политической работе. В 1945—1980 гг. — работник геологических партий в Джамбульской области, столяр-плотник строительно-монтажного поезда № 2 треста «Каратаухимстрой» Министерства строительства предприятий тяжёлой индустрии СССР.
Досрочно выполнил личные социалистические обязательства и плановые производственные задания Восьмой пятилетки (1965—1970). Указом Президиума Верховного Совета СССР (неопубликованным) от 5 апреля 1971 года «за выдающиеся успехи в выполнении заданий пятилетнего плана по строительству и вводу в действие производственных мощностей, жилых домов и объектов культурно-бытового назначения» удостоен звания Героя Социалистического Труда с вручением ордена Ленина и золотой медали Серп и Молот.
Умер в Каратау до 1985 года.